# Зара (певица)
Вижте пояснителната страница за други личности с името Зара.
Зара е българска попфолк певица.

## Музикална кариера
Музикалната си кариера започва през 1999 г. с музикална компания „Милена рекърдс“ и издава два попфолк албума – „Злато и лъжи“ и „Амазонка“. През 2001 г. се мести в „Ара Аудио-видео“, където записва песните „Дребна монета“, „Ревнивите не могат да обичат“ и „Случайна среща“, като с втората участва на варненския международен попфолк фестивал „Златният мустанг“. През 2002 г. преустановява музикалната си кариера, но 4 години по-късно се завръща на сцената вече като поп певица под псевдонима Зара Симп. С този псевдоним записва в нови версии емблематичните български поп хитове „Една българска роза“ (2006) и „Двама“ (2008).

## Дискография

### Студийни албуми
| Година | Албум          | Вид | Издател        | Каталожен номер |
| ------ | -------------- | --- | -------------- | --------------- |
| 1999   | „Злато и лъжи“ | MC  | Милена рекърдс | 99051           |
| 2000   | „Амазонка“     | CD  | Милена рекърдс | MR 200020-2     |